# Strymon astiocha
Strymon astiocha is een vlinder uit de familie van de Lycaenidae. De wetenschappelijke naam van de soort werd als Thecla astiocha in 1865 gepubliceerd door Prittwitz.

## Synoniemen
- Thecla faunalia Hewitson, 1868
- Thecla deborrei Capronnier, 1874
- Strymon halos Austin & Johnson, 1997
- Strymon conspergus Austin & Johnson, 1997